# Biblioteca Nacional Alemã de Economia

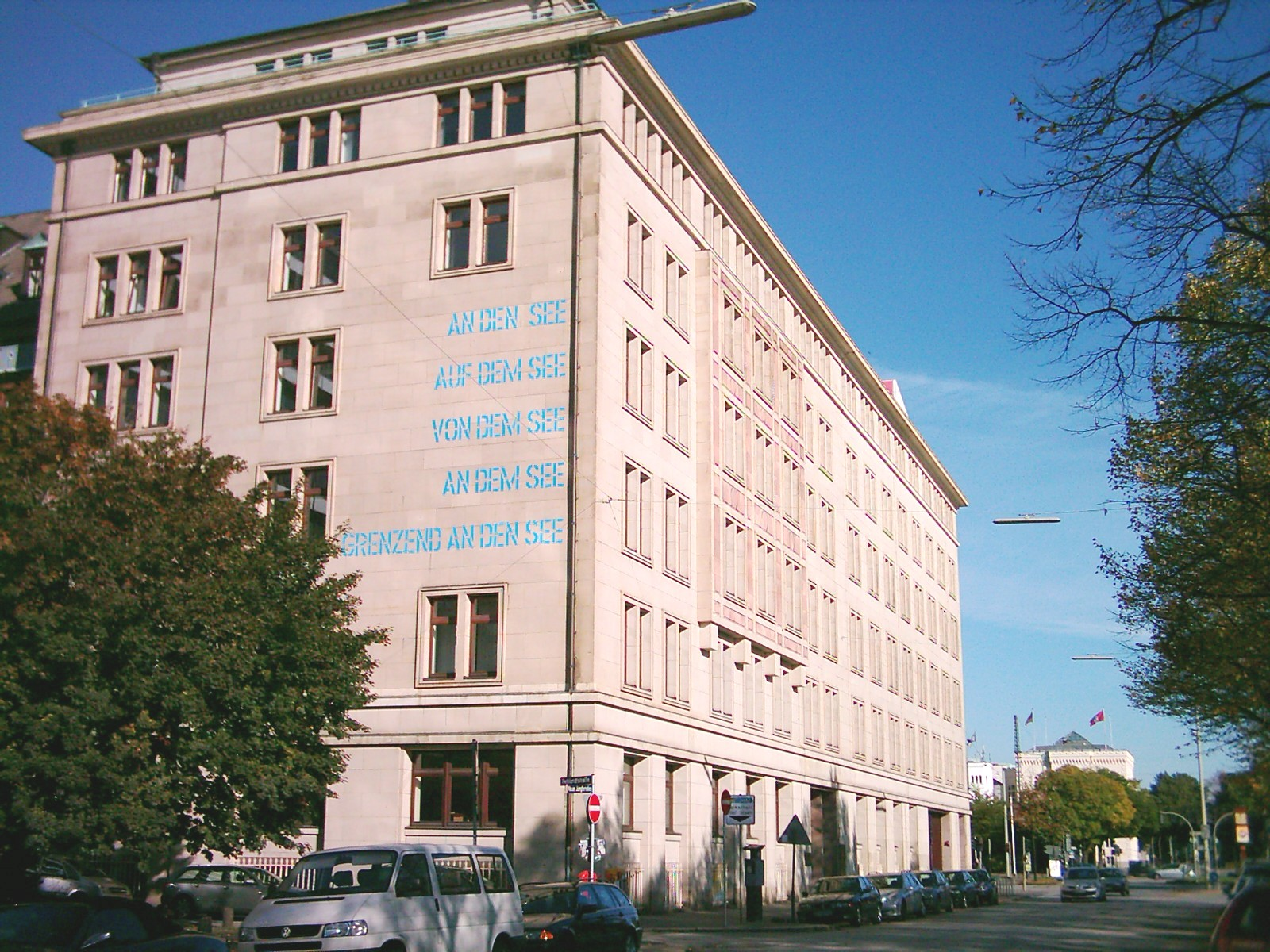
Edifício ZBW, Hamburgo

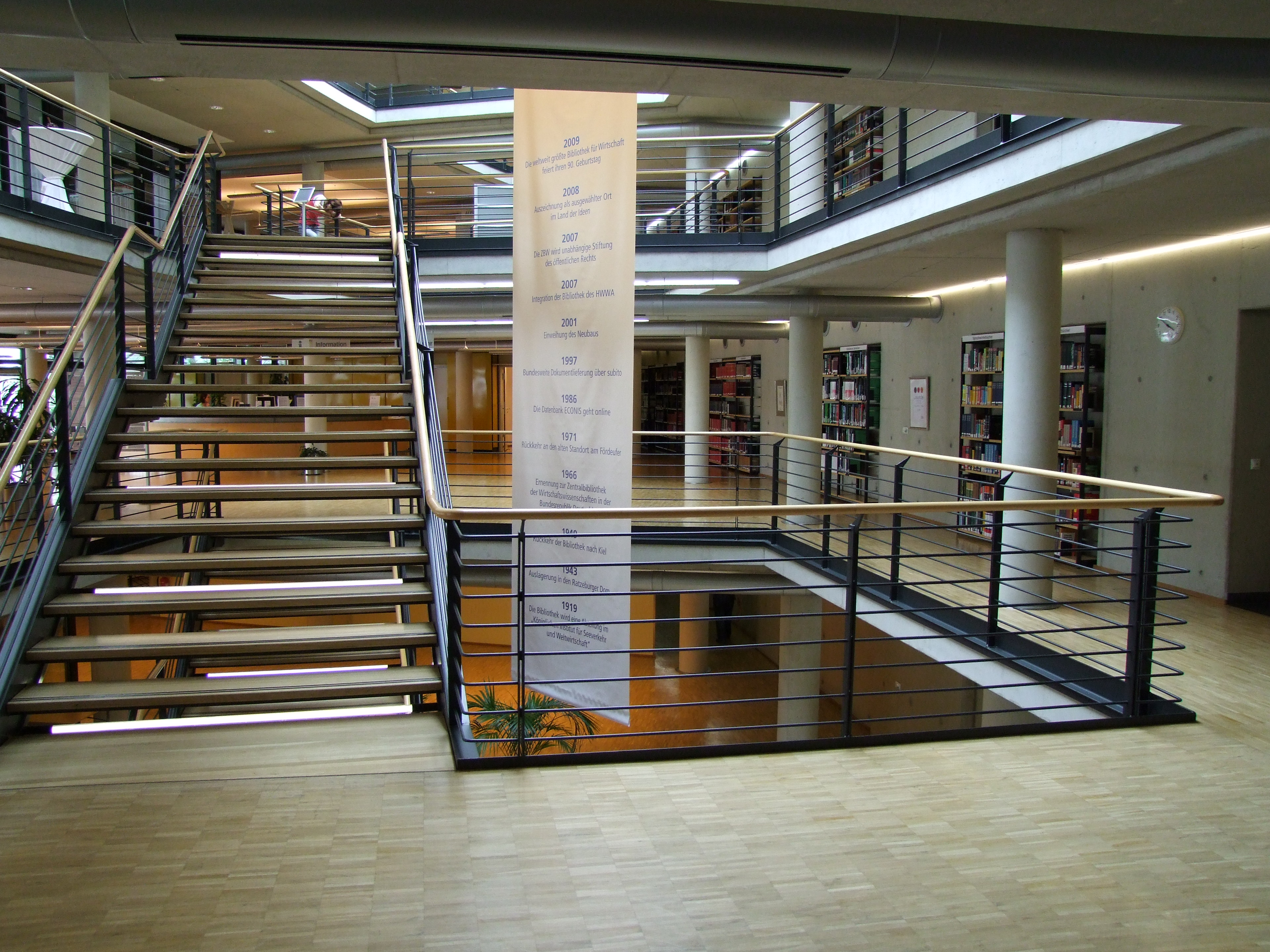
Edifício interior da ZBW, Kiel

A Biblioteca Nacional de Economia da Alemanha (ZBW - Leibniz Information Center for Economics) é a maior infraestrutura de pesquisa do mundo em literatura econômica, tanto online quanto offline. O ZBW é membro da Associação Leibniz e é uma fundação de direito público desde 2007. Várias vezes o ZBW recebeu o prêmio internacional LIBER por seu trabalho inovador em biblioteconomia. O ZBW permite o acesso a milhões de documentos e pesquisas sobre economia, em parceria com mais de 40 instituições de pesquisa para criar um portal de acesso aberto e uma rede social de pesquisa. Por meio do EconStor e EconBiz, pesquisadores e estudantes acessaram milhões de conjuntos de dados e milhares de artigos. O ZBW também edita dois periódicos: Wirtschaftsdienst e Intereconomics.

## Mandato de cobrança
O ZBW é a biblioteca central de assuntos da Alemanha e a infraestrutura de pesquisa para economia na Alemanha. Seu mandato é adquirir, indexar e arquivar literatura teórica e empírica e informações específicas de assuntos de estudos econômicos e empresariais, e fornecer acesso a esses materiais ao público em geral em âmbito nacional. O ZBW também adquire todas as publicações de disciplinas estreitamente relacionadas e auxiliares voltadas para a economia, a fim de acomodar a crescente tendência ao trabalho interdisciplinar em pesquisa econômica.
O ZBW faz parte do sistema de fornecimento de literatura nacional da Fundação Alemã de Pesquisa (DFG).

## Material da biblioteca
O ZBW possui quase 4,4 milhões de itens. O ZBW assina mais de 27.100 periódicos e permite o acesso a 2,3 milhões de documentos eletrônicos. O portal de pesquisa EconBiz oferece acesso gratuito a 10 milhões de conjuntos de dados. Mais de 134.000 textos completos (documentos de trabalho, artigos de periódicos, anais de conferências) de institutos e universidades alemães de pesquisa estão disponíveis on-line e gratuitamente no repositório EconStor.
O ZBW cria metadados descritivos de conteúdo, não apenas para livros, mas também para artigos em periódicos e documentos de trabalho, ou seja, eles são indexados com palavras-chave (descritores) do Standard Thesaurus for Economics.

## Serviços
O ZBW mantém o portal de pesquisa EconBiz, contendo mais de 10 milhões de conjuntos de dados de referências bibliográficas para estudos de economia e negócios. O ZBW também oferece um serviço de referência on-line, o Research Guide EconDesk, que fornece orientação para pesquisas de literatura e dados em estudos econômicos e de negócios.
O ZBW é um participante ativo do movimento Open Access, que visa o acesso livre à produção de pesquisas acadêmicas. É o principal negociador de licenças nacionais em economia na Alemanha.
O repositório EconStor serve como uma plataforma para a publicação livre de produção de pesquisa em economia. Autores e instituições de publicação podem publicar sem custos no EconStor.
Mais de 400 instituições usam o EconStor para a divulgação digital de suas publicações em Open Access. É um serviço de entrada para o RePEc e um de seus arquivos mais usados. Todos os títulos no EconStor são indexados por mecanismos de pesquisa como Google, Google Scholar e BASE, e distribuídos para bancos de dados como WoldCat, OpenAire e EconBiz.
O ZBW Journal Data Archive é um serviço para os editores de revistas acadêmicas de economia. Os editores podem depositar conjuntos de dados e outros materiais relacionados a artigos empíricos e fornecer acesso a eles, a fim de permitir a reprodutibilidade das descobertas de pesquisas publicadas.
O ZBW publica dois periódicos de política econômica, Wirtschaftsdienst e Intereconomics.
O ZBW também oferece suporte a pesquisadores que lidam com os diferentes aspectos da digitalização do sistema científico, como a publicação em Open Access ou o gerenciamento de dados de pesquisa.

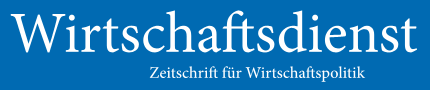
Wirtschaftsdienst, editado pela ZBW

## Projetos
O ZBW participa de projetos nacionais e internacionais para desenvolver novos serviços para seus usuários.
- GeRDI[16] – Infraestrutura de dados de pesquisa genérica. O projeto visa desenvolver uma infraestrutura de dados de pesquisa distribuída e vinculada. O objetivo é conectar virtualmente os data centers de pesquisa existentes e futuros em toda a Alemanha. Isso permite que os cientistas pesquisem e reutilizem dados de pesquisa em todas as disciplinas e sem barreiras. O ZBW coordena o projeto, financiado pela Fundação Alemã de Pesquisa (DFG).[17]
- Banco de dados de citações abertas vinculadas (LOC-DB).[18] O projeto LOC-DB (do inglês: Linked Open Citation Database) desenvolve ferramentas e processos baseados em tecnologias de dados vinculadas que permitirão que bibliotecas individuais participem de uma infraestrutura distribuída e aberta para a indexação de citações. O objetivo é mostrar que a automação extensiva da criação de metadados pode produzir um valor agregado relevante para a descoberta de informações acadêmicas.[19]
- metrics:[20] MEasuring The Reliability and perception of Indicatiors for interacions with sCientific productS (em português: Medindo a confiabilidade e a percepção dos indicadores para interações com produtos científicos). O projeto se concentra em obter uma compreensão mais profunda de indicadores alternativos para medir o desempenho científico. Em análise, estão a qualidade e a confiabilidade dos indicadores, mas também até que ponto eles são capazes de mapear diferenças específicas da disciplina.[21]
- MOVING:[22] o projeto visa construir um ambiente de trabalho para a análise qualitativa e quantitativa de grandes coleções de documentos e dados. O ZBW é o parceiro de pesquisa em mineração de texto e dados e também o coordenador científico e contribui com sua experiência no campo da Science 2.0.[23]
- Estatísticas imperiais digitais: As estatísticas históricas geralmente não estão disponíveis online. Neste projeto piloto, as Estatísticas Imperiais Alemãs de 1873 a 1883 foram digitalizadas e processadas em um formato que os pesquisadores podem baixar facilmente para reutilização em planilhas. Este projeto também é financiado pela Fundação Alemã de Pesquisa (DFG).[24]
- Preservação digital: devido ao rápido desenvolvimento técnico dos últimos anos, as informações geralmente estão disponíveis apenas em formato digital. Ao mesmo tempo, o hardware e o software necessários para a leitura dessas informações se tornam obsoletos ainda mais rapidamente. A preservação digital garante que as gerações futuras ainda possam usar essas informações. Para esse fim, o ZBW coopera com duas outras bibliotecas alemãs, o Centro de Informações de Ciência e Tecnologia Leibniz (TIB) e o Centro de Informações de Ciências da Vida (ZB MED), em um projeto piloto para desenvolver estratégias e métodos para a preservação digital de recursos digitais.[25]
- Dados abertos vinculados : o projeto descreve o fornecimento de dados abertos como dados vinculados . O ZBW faz esforços intensos para vincular seus próprios dados a dados externos, a fim de encontrar novos aplicativos e possíveis usos. Os primeiros dados do ZBW a serem publicados neste formulário são o Thesaurus padrão para economia. Os protótipos atuais podem ser vistos no ZBW Labs.[26]
- da|ra[27] - A agência de registro de dados de pesquisa em ciências sociais e economia. O ZBW – Centro de Informações de Economia de Leibniz e o GESIS – Instituto Leibniz de Ciências Sociais estão trabalhando juntos para desenvolver uma agência de registro em que pesquisadores das ciências sociais e econômicas possam registrar os dados principais resultantes de suas pesquisas. Também serve para tornar os dados acessíveis, identificáveis e, portanto, replicáveis, o que significa que todo o processo de pesquisa se torna mais transparente e mais eficiente. O ZBW e o GESIS são membros do DataCite, uma iniciativa internacional para estabelecer padrões universais para o registro de dados de pesquisa.[28][29]

## Redes e cooperações
Para enfrentar os desafios resultantes das mudanças tecnológicas no fornecimento de informações, o ZBW conta com uma rede global. Assinou acordos de cooperação com instituições de pesquisa nacionais e internacionais, por exemplo, no contexto da Leibniz Research Alliance Science 2.0, o projeto da UE MOVING, e em vários projetos financiados pelo DFG.
O ZBW também está ativamente engajado na comunidade de fornecedores de infraestrutura de informações, por exemplo, nos grupos de trabalho da Associação Leibniz, na Common Library Network, na LIBER, nestor e na Iniciativa Prioritária “Informações Digitais”.

## Pesquisa na ZBW
O ZBW realiza pesquisas orientadas para a aplicação em ciência da computação e informação. Três professores trabalham com uma equipe internacional e interdisciplinar de pesquisadores sobre o tema Ciência Aberta / Ciência 2.0.
Open Science / Science 2.0 descreve as mudanças que a World Wide Web e seus inúmeros aplicativos Web 2.0 engendram nos processos de pesquisa e publicação do sistema de ciências, que são objeto de pesquisa no ZBW. Em 2013, o ZBW iniciou a Leibniz Research Alliance Science 2.0. Essa cooperação em toda a Europa de provedores de infraestrutura e institutos de pesquisa deseja estabelecer o tópico Ciência Aberta na comunidade acadêmica.
O objetivo é fornecer acesso aberto e uso de descobertas e processos científicos. Uma conferência internacional anual (Open Science Conference) oferece oportunidades para pesquisadores, bibliotecários e especialistas em política científica compartilharem aplicações, experiências e estratégias em torno do complexo da Open Science.

## Atividades em política científica
O ZBW não apenas pesquisa a mudança digital, mas também a molda ativamente através de suas atividades nacionais e internacionais em política científica. O diretor do ZBW é um defensor ativo da Open Science como membro do Grupo de Especialistas de Alto Nível promove a Nuvem Europeia da Ciência Aberta. Ele é membro do G7 Open Science Working Group e do Conselho Alemão de Infra-estruturas de Informação Científica, que faz parte da Agenda Digital do Governo Federal. Todos esses órgãos priorizam o desenvolvimento de uma infraestrutura integrada de dados de pesquisa entre disciplinas e países. O projeto mais recente nesse contexto é Infra-estrutura alemã de dados de pesquisa GeRDI, que foi iniciada em 2016 e é coordenada pelo ZBW. Ele cria vínculos interdisciplinares entre infraestruturas para dados de pesquisa e, portanto, novas oportunidades para pesquisas multidisciplinares.

## História
A Biblioteca Nacional Alemã de Economia - Centro de Informações de Economia Leibniz (ZBW) foi fundada em 1 de fevereiro de 1919 como um departamento do Instituto Kiel para a Economia Mundial. Como uma biblioteca de pesquisa, ela foi capaz de manter suas propriedades inteiramente intactas. Em 1966, o ZBW recebeu o status de uma biblioteca central de assuntos de economia na Alemanha e foi admitido no sistema de financiamento conjunto dos governos federal e dos Länder. O ZBW é membro da Associação Leibniz desde 1990. Em 2007, o ZBW foi separado do Instituto Kiel e estabelecido como uma fundação independente de direito público. Ao mesmo tempo, integrou a biblioteca do Instituto de Economia Internacional de Hamburgo e tornou-se editor das revistas Wirtschaftsdienst e Intereconomics. Desde 2007, o ZBW tem duas filiais em Kiel e Hamburgo. Desde 2012, mantém pilhas externas em Flintbek. A pesquisa orientada a aplicativos em ciência da computação e da informação foi estabelecida em 2010. Em 2014, a Associação Alemã de Bibliotecas (DBV) homenageou o ZBW como Biblioteca do Ano porque "O ZBW é uma biblioteca radicalmente moderna, cuja orientação para o cliente e a inovação pode servir de modelo para outras bibliotecas".